# Nove Jîttea, Baștanka
Nove Jîttea (în ucraineană Нове Життя) este un sat în comuna Mariivka din raionul Baștanka, regiunea Mîkolaiiv, Ucraina.

## Demografie
Componența lingvistică a localității Nove Jîttea
     Ucraineană (97,06%)
     Rusă (2,94%)
Conform recensământului din 2001, majoritatea populației localității Nove Jîttea era vorbitoare de ucraineană (97,06%), existând în minoritate și vorbitori de rusă (2,94%).